# Nizozemska Loango-Angola

Loango-Angola je ime za posest Nizozemske zahodnoindijske družbe v sodobni Angoli in Republiki Kongo. Predvsem se ime nanaša na kolonijo, ki so jo Nizozemci zavzeli Portugalcem med letoma 1641 in 1648. Zaradi razdalje med Luando in Elmino, glavnim mestom Nizozemske zlate obale, je bila v času nizozemske okupacije v Luandi ustanovljena ločena uprava za "Južno Afriko".
Potem ko so Angolo leta 1648 ponovno zavzeli Portugalci, se nizozemska trgovina z Loango-Angolo ni ustavila. Od približno leta 1670 naprej je Nizozemska zahodnoindijska družba redno pridobivala sužnje iz regije Loango in nizozemski prosti trgovci so to prakso nadaljevali do leta 1730.

## Zgodovina
Nizozemski trgovci so začeli trgovati z Loango-Angolo v zgodnjem 17. stoletju, ki jih je proti jugu potisnila vse večja konkurenca na Zlati obali. Afriški trgovci so bili na splošno dobrodošli za Nizozemce, ki so zagotavljali blago, ki ga Portugalci niso mogli zagotoviti. Med drugim so Nizozemci trgovali s sekvojo v Mayumbi ter s slonovino in bakrom v Loangu.  Sprva so Nizozemci obdržali pristaniško mesto Mpinda ob izlivu reke Kongo kot najjužnejšo mejo svojih operacij.

### Prvi poskusi (1624)
Kot del načrta Groot Desseyn je Nizozemska zahodnoindijska družba, ki je bila ustanovljena leta 1621, poskušala zavzeti Luando, potem ko so zavzeli Salvador, glavno mesto Brazilije. Pod vodstvom Pieta Heina je nizozemska flota leta 1624 poskušala zavzeti Luando, a ji ni uspelo, saj je mesto nekaj mesecev prej poskušal zavzeti tudi Filips van Zuylen, zaradi česar so Portugalci zgradili okrepitve.
Potem ko je Piet Hein leta 1628 zajel špansko zakladno floto, je Nizozemska zahodnoindijska družba ponovno poskušala sprožiti načrt Groot Desseyn. Nizozemci so z obilico sredstev za plačilo svojih vojaških izdatkov v začetku leta 1630 uspešno zavzeli Recife in Olindo, osrednjo regijo brazilskih nasadov sladkornega trsa.

### Zavzetje Luande (1641)
Leta 1641 je nizozemska flota pod poveljstvom Cornelisa Jola Portugalcem  prevzela Luando. 25. avgusta 1641 so Nizozemci blizu Luande izkrcali 2.145 vojakov pod poveljstvom Cornelisa Jola. Po prihodu Nizozemcev je 800 Portugalcev, nekaj vojakov in nekaj civilistov, pobegnilo in se ponovno zbralo v Kilundi. 19. septembra so jih Nizozemci pregnali s tega položaja in jih prisilili, da so se vrnili na portugalske plantaže ob reki Bengo. Nizozemci so nato utrdili svoje položaje ob reki.
Nizozemske sile so prevzele nadzor nad Luando in podpisale pogodbo s kraljico Nzingo iz kraljestva Ndongo. Nzinga je neuspešno napadla Portugalce pri Utrdbi Massangano. Rekrutirala je nove borce in se pripravljala, da se bo znova spopadla s Portugalci, vendar je Salvador Correia de Sá vodil portugalske sile iz Brazilije pri izgonu Nizozemcev in ponovni vzpostavitvi nadzora v Angoli. Nzingine sile so se znova umaknile v Matambo.
Nizozemci so Angoli vladali od 26. avgusta 1641 do 21/24. avgusta 1648 in zasedli obalna območja (pod WIC guvernerjem Angole. Ta napad je bil vrhunec načrta, ki ga je leta 1622 prvi predlagal kongoški kralj Pedro II. Potem ko je nizozemsko ladjevje pod vodstvom admirala Cornelisa Jola zavzelo Luando, so se Portugalci umaknili do reke Bengo, toda po obnovitvi kongoško-nizozemskega zavezništva je bil Bengo napaden in nato so se portugalske sile umaknile v Massangano. Nizozemci niso bili zainteresirani za osvojitev Angole, na veliko žalost kongoškega kralja Garcie II. in Njinge, ki sta oba pritiskala nanju, naj pomagata pri pregonu Portugalcev iz kolonije. Vendar so nizozemske oblasti ugotovile, da ne morejo monopolizirati trgovine s sužnji iz Angole samo z držanjem Luande in nekaj bližnjih krajev, poleg tega pa so Portugalci poslali več odprav pomoči v Massangano iz Brazilije. Posledično so se leta 1647 dogovorili, da bodo okrepili Njingino vojsko po njenem porazu s strani portugalskih sil leta 1646. V bitki pri Kombi sta nizozemska in Njingina vojska premagali portugalsko vojsko in po njej oblegali Ambaco, Massangano in Muximo. 